# Grotesk Polski
Grotesk Polski – krój pisma dostosowany do pisowni i ortografii języka polskiego stworzony przez  Artura Frankowskiego w latach 1998-2006.

## Projekt
Krój został oparty na tych samych założeniach, co Antykwa Półtawskiego. Proporcje kroju zostały ponownie przebalansowane, nadając mu neo-groteskowy wygląd z polskim akcentem. 
Grotesk polski posiada cyfry nautyczne, zwykłe oraz szereg ligatur.